# Prime minister's questions

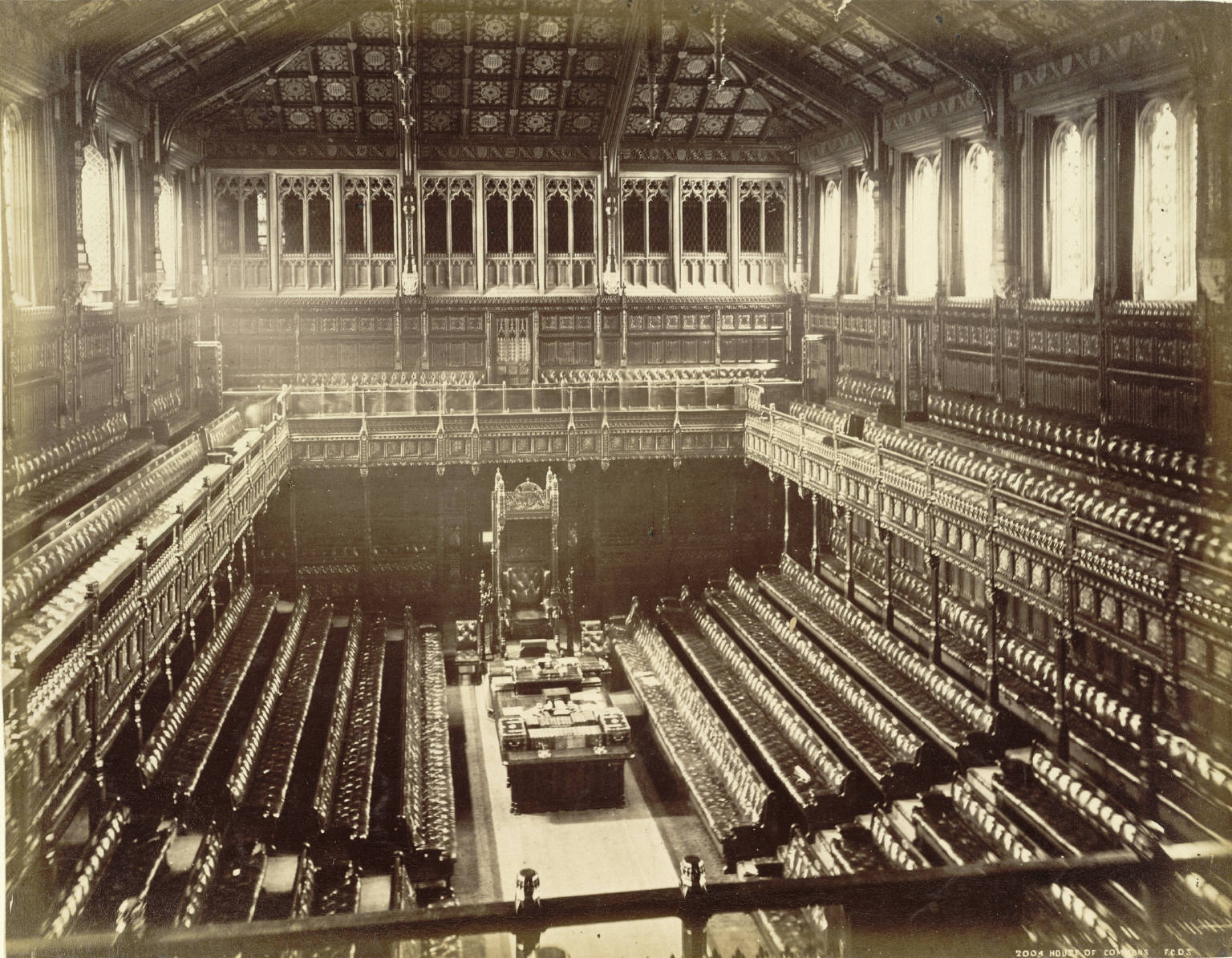
Het Britse Lagerhuis (House of Commons)

De prime minister's questions (PMQ), officieel de Questions to the Prime Minister, is een politieke conventie in het Verenigd Koninkrijk, vergelijkbaar met het vragenuurtje in de parlementen van België en Nederland, waarbij de eerste minister ongeveer een half uur vragen van parlementsleden beantwoordt. De prime minister's questions vormen een belangrijk onderdeel van de Britse politieke cultuur. Door de natuurlijke dramatiek van de sessies zijn de vragenrondes de bekendste activiteit van het parlement.
De prime minister's questions vinden iedere woensdag plaats, als het Lagerhuis (House of Commons) bijeen is. Inwoners van het Verenigd Koninkrijk kunnen gratis toegangskaartjes verkrijgen tot de bezoekersbank, de Strangers' Gallery. Vanwege de prime minister's questions is woensdag de meest gevraagde dag voor toegangskaartjes tot het parlement.